# Kitz
Kitz  é uma série de televisão alemã de drama original da Netflix, que foi lançada no dia 30 de dezembro 
. Estrelada por Sofie Eifertinger e Valerie Huber, possui direção de Maurice Hübner e Lea Becker e produção de Vitus Reinbold e Nikolaus Schulz-Dornburg.  

## Resumo
Um grupo de adolescentes ricos da cidade Munique em torno da modelo do Instagram Vanessa vai a Kitzbühel, no Tirol, na véspera de Ano Novo para comemorar a réveillon. A garçonete Lisi, de 19 anos, tenta se juntar ao grupo, porque seu irmão Joseph, que era apaixonado por Vanessa, morreu há um ano e Vanessa era uma das últimas pessoas que deveriam tê-lo visto vivo.  
Embora a vida da estrela da mídia social aparentemente continuasse como de costume, a vida de Lisi mudou fundamentalmente após a morte do irmão. Além disso, Lisi não acredita em um acidente. Ela quer saber o que realmente aconteceu naquela época e se pergunta como Vanessa pode ter deixado o incidente tão frio. Sua pesquisa traz à tona abismos profundos por trás da fachada cheia de glamour, dinheiro e excessos da festa. 

## Elenco
- Sofie Eifertinger: Lisi Madlmeyer
- Valerie Huber: Vanessa
- Bless Amada: Dominik Reid
- Souhaila Amade: Antonia
- Marlene Burow: Patrizia

- Souhaila Amade: Antonia
- Marlene Burow: Patrizia
- Thomas Lettow: Roger
- Anton Weil: Leonce
- Steffen Wink: Ferdinant von Höhenfeldt
- Tatjana Alexander: Mitzi Madlmeyer
- Alina Fritsch: Sarah Danhofer
- Simone Fuith: Helma
- Felix Mayr: Joseph
- Zoran Pingel: Kosh
- Hans-Maria Darnov: Rentner Franz
- Luis Lüps: Bademeister Karli
- Miguel Abrantes Ostrowski: Reiner
- Aaron Arens: Igor
- Laura Egger: Marie
- Manuel Kandler: Andreas
- Christiane Rücker: Rentnerin
- Kathrin Anna Stahl: Sandra Forsell
- Jakob Tögel: Ronny
- Dan Glazer: Polizist Marco